# Distrikt Beja
Distrikt Beja ([ˈbɛʒɐ]) je distrikt v Portugalsku. Nachází se na jihu země. Jde o největší portugalský distrikt podle rozlohy (10 225 km²), zabírá 11 % země. V distriktu žije 152 758 obyvatel. Sousedí se Španělskem.

## Obce
Skládá se ze 14 obcí:
- Aljustrel
- Almodôvar
- Alvito
- Barrancos
- Beja
- Castro Verde
- Cuba
- Ferreira do Alentejo
- Mértola
- Moura
- Odemira
- Ourique
- Serpa
- Vidigueira